# 李榕
李榕（?—1890年），原名甲先，字申夫。四川剑州（今剑阁）人。清朝官员。

## 生平
世居劍州（今劍閣樵店鄉）。咸丰二年（1852年）进士。曾是曾国藩幕僚，以才兼文武著称，深得曾国藩信任。官至湖南布政司、江宁盐运使。
李榕看不起李鸿章的人品。後因得罪權貴，御史张云上书弹劾李榕用伶人陳升管理庫房，朝廷派李鸿章办理此案，同治八年（1869年）五月罢官职。有十三峰全集。光绪十六年卒。有子李颖。